# 科幻電視作品

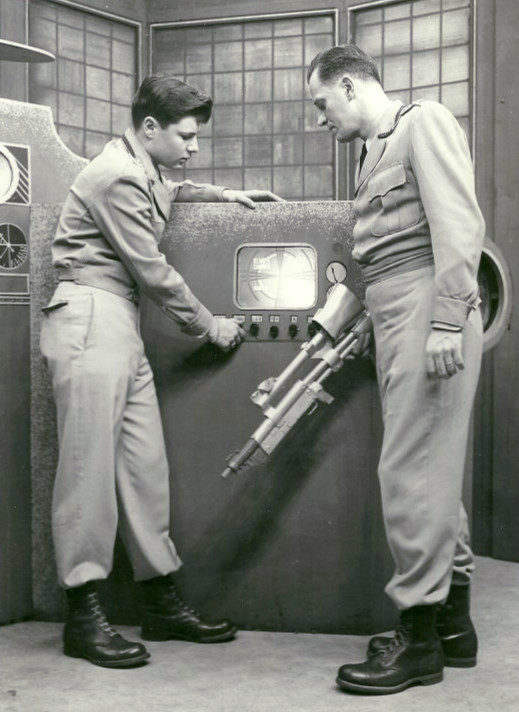
電視科幻作品

電視科幻作品是指將具科學幻想的內容以電視節目呈現，其最早上映源自於科幻小說黃金時代。電視科幻作品主要透過特殊效果等製作技術，讓創作者的發想不必被現實社會拘束，而得以重新呈現出幻想的世界。